# Liste der Biografien/Ket
Liste der Biografien |
Portal Biografien |
Personensuche
# |
A |
B |
C |
D |
E |
F |
G |
H |
I |
J |
K |
L |
M |
N |
O |
P |
Q |
R |
S |
T |
U |
V |
W |
X |
Y |
Z |
?
 
Ka |
Kb |
Kc |
Kd |
Ke |
Kf |
Kg |
Kh |
Ki |
Kj |
Kl |
Km |
Kn |
Ko |
Kp |
Kr |
Ks |
Kt |
Ku |
Kv |
Kw |
Ky |
Kx |
Kz
 
Kea |
Keb |
Kec |
Ked |
Kee |
Kef |
Keg |
Keh |
Kei |
Kej |
Kek |
Kel |
Kem |
Ken |
Keo |
Kep |
Ker |
Kes |
Ket |
Keu |
Kev |
Kew |
Kex |
Key |
Kez
Die Liste der Biografien führt alle Personen auf, die in der deutschsprachigen Wikipedia einen Artikel haben. Dieses ist eine Teilliste mit 277 Einträgen von Personen, deren Namen mit den Buchstaben „Ket“ beginnt.

## Ket
- Ket Chettharat († 1545), König von Lan Na
- Ket, Dick (1902–1940), niederländischer Maler, Grafiker und Lithograf
- Ket, Robert († 1549), englischer Führer eines Bauernaufstandes

### Keta
- Ketan, Engin Can (* 2000), österreichischer Fußballspieler

### Ketb
- Ketbi, Si Mohamed (* 1997), belgischer Taekwondoin

### Ketc
- Ketch, Jack († 1686), englischer Scharfrichter
- Ketcha Courtès, Célestine (* 1964), kamerunische Politikerin
- Ketcham, Hank (1920–2001), US-amerikanischer Comiczeichner
- Ketcham, John C. (1873–1941), US-amerikanischer Politiker
- Ketcham, John H. (1832–1906), US-amerikanischer Politiker
- Ketcham, Tony, US-amerikanischer Schauspieler
- Ketcham, Winthrop Welles (1820–1879), US-amerikanischer Jurist und Politiker
- Ketchanke, Bertrand (* 1980), mauretanischer Fußballspieler
- Ketchel, Stanley (1886–1910), US-amerikanischer Mittelgewichts-Boxweltmeister
- Ketchens, Doreen (* 1966), amerikanische Jazzmusikerin (Klarinette)
- Ketchens, Lawrence (1963–2025), US-amerikanischer Jazzmusiker (Posaune, Tuba)
- Ketchum, Dan (* 1981), US-amerikanischer Schwimmer
- Ketchum, Gerald (1908–1992), US-amerikanischer Antarktisforscher und Soldat
- Ketchum, Hal (1953–2020), US-amerikanischer Country-Sänger
- Ketchum, Jack (1946–2018), US-amerikanischer SchriftstellerJack Ketchum (1946–2018)

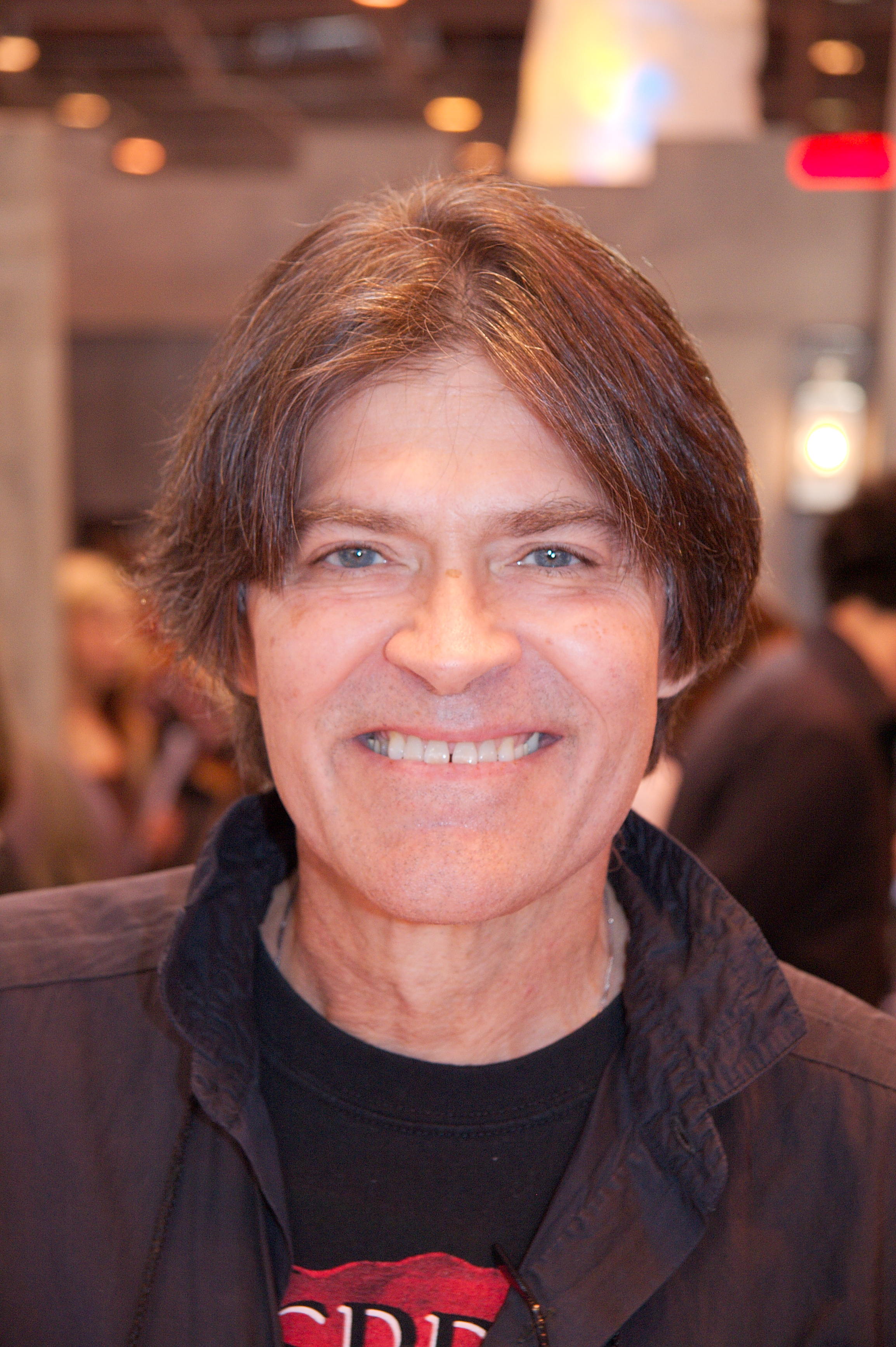
Jack Ketchum (1946–2018)

- Ketchum, William M. (1921–1978), US-amerikanischer Politiker

### Kete
- Kete, Emma (* 1987), neuseeländische Fußballspielerin
- Ketel, Klosterpropst zu Uetersen, Domherr Schleswig und Lübeck
- Ketel, Cornelis (1548–1616), holländischer Maler und Bildhauer
- Ketelä, Martti (1944–2002), finnischer Pentathlet und Fechter
- Ketelä, Toni (* 1988), finnischer Skilangläufer
- Ketelaars, Leo (1913–1992), holländischer Violinist, Opernsänger (Bariton), Gesangspädagoge und Komponist
- Ketelaer, Karim (* 1993), deutscher Handballspieler
- Ketelaer, Marcel (* 1977), deutscher Fußballspieler und -trainer
- Ketelaer, Marco (* 1969), deutscher Fußballtrainer und Spieler
- Ketèlbey, Albert (1875–1959), englischer Komponist
- Keteleer, Désiré (1920–1970), belgischer Radrennfahrer
- Ketelhodt, Carl Gerd von (1738–1814), deutscher Diplomat und Hofmarschall in Schwarzburg-Rudolstadt
- Ketelhodt, Christian Ulrich von (1701–1777), deutscher Jurist und Kanzler in Schwarzburg-Rudolstadt
- Ketelhodt, Friedrich Wilhelm von (1766–1836), deutscher Jurist und KanzlerFriedrich Wilhelm von Ketelhodt (1766–1836)

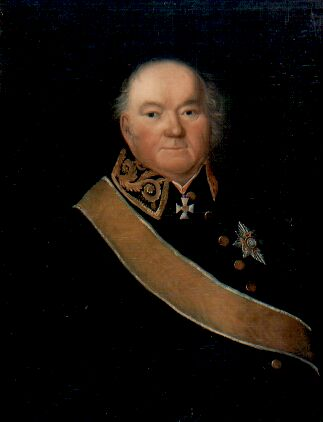
Friedrich Wilhelm von Ketelhodt (1766–1836)

- Ketelhodt, Ines von (* 1961), deutsche Designerin und Fotografin
- Ketelhodt, Max von (1843–1907), deutscher Rittergutsbesitzer und Verwaltungsjurist
- Ketelhodt, Robert Oskar von (1836–1908), deutsch-preußischer Politiker und Landrat
- Ketelhohn, Margarete (1884–1969), deutsche Politikerin (SPD), SED-Funktionärin, MdL
- Ketelhot, Christian († 1546), deutscher Reformator
- Ketelhot, Florin († 1328), Benediktinerabt in Liesborn
- Ketelhut, Günter (1926–2019), deutscher Maler und Grafiker
- Ketelhut, Oskar (* 1963), deutscher Schauspieler und Hörspielsprecher
- Ketels, Gesche (* 1956), deutsche Physiotherapeutin
- Ketels, Hans Alwin (1913–2017), deutscher Landwirt und Politiker (CDU), MdL
- Ketels, Helmut (1927–2014), deutscher Tänzer und Schauspieler bei Film und Fernsehen
- Ketels, Max (1889–1968), deutscher Senator und Kaufmann
- Ketelsen, Hans-Joachim (* 1945), deutscher Opernsänger (Bariton)
- Ketelsen, Kyle, US-amerikanischer Opernsänger (Bassbariton)
- Ketelsen, Thomas (* 1955), deutscher Kunsthistoriker
- Ketelsen, Uwe-Karsten (* 1938), deutscher Literaturwissenschaftler
- Ketema, Lemawork (* 1986), äthiopischer Marathonläufer
- Ketema, Tigist (* 1998), äthiopische Mittelstreckenläuferin
- Ketenoğlu, İsmail Hakkı (1906–1977), türkischer Richter, Präsident des Verfassungsgerichts der Türkei
- Keter, Arap Kiptalam (1932–2013), kenianischer Mittelstreckenläufer und Sprinter
- Keter, Benard (* 1992), kenianisch-US-amerikanischer Hindernisläufer
- Keter, Erick (* 1966), kenianischer Hürdenläufer
- Keter, Joseph (* 1969), kenianischer Leichtathlet
- Keter, Julius Kipyego (* 1988), kenianischer Marathonläufer

### Keth
- Kéthévoama, Foxi (* 1986), zentralafrikanischer Fußballspieler
- Kethley, John Bryan (1942–2004), US-amerikanischer Akarologe
- Kéthly, Anna (1889–1976), ungarische Politikerin, Mitglied des Parlaments, Ministerin der Sozialdemokraten
- Kethorn, Friedrich (* 1951), deutscher Politiker (CDU), MdL
- Kethorn, Wiebke (* 1985), deutsche Handballspielerin und -trainerin

### Keti
- Ketikidou, Maria (* 1966), deutsche Schauspielerin
- Ketime, Areti (* 1989), griechische Sängerin und Santurspielerin
- Ketin, İhsan (1914–1995), türkischer Geologe
- Ketiš, Sara (* 1996), slowenische Fußballspielerin
- Ketisack, Vilakhone, laotischer Fußballspieler

### Ketj
- Ketjijere, Ronald (* 1987), namibischer Fußballspieler

### Ketk
- Ketkeophomphone, Billy (* 1990), französischer Fußballspieler
- Ketkow, Juli Lasarewitsch (1935–2014), sowjetisch-russischer Kybernetiker, Informatiker und Hochschullehrer

### Ketl
- Ketlinskaja, Wera Kasimirowna (1906–1976), sowjetische Schriftstellerin

### Ketm
- Ketmonov, Hotamjon (* 1969), usbekischer Politiker

### Ketn
- Ketnath, Peter (* 1974), deutscher Schauspieler

### Keto
- Ketojew, Georgi Waschajewitsch (* 1985), russischer Ringer
- Ketola, Markus (* 1968), finnischer Jazzmusiker (Schlagzeug, Komposition)
- Ketola, Tuomas (* 1975), finnischer Tennisspieler
- Ketola, Veli-Pekka (* 1948), finnischer Eishockeyspieler, -trainer und -funktionär
- Ketomaa, Jari (* 1979), finnischer Rallyefahrer
- Ketonen, Kari (* 1971), finnischer Schauspieler
- Ketonge (* 1974), deutscher Komponist, Bildhauer und Medienkünstler
- Ketow, Jewgeni Nikolajewitsch (* 1986), russischer Eishockeyspieler

### Ketp
- Ketpura, Cee Nantana (* 1993), US-amerikanische Badmintonspielerin thailändischer Herkunft

### Ketr
- Ketrzynski, Cole (* 2001), kanadischer Volleyballspieler
- Kętrzyński, Wojciech (1838–1918), polnischer Historiker
- Ketrzynski, Xander (* 2000), kanadischer Volleyballspieler

### Kets
- Ketscher, Herbert (1903–1962), deutscher Gewerkschafter und Politiker (KPD, SED)
- Ketscher, Lutz R. (* 1942), deutscher Künstler des Surrealismus
- Ketseas, Ioannis (1887–1965), griechischer Politiker, Bankier, Sportler und Sportfunktionär

### Kett
- Kett, Francis († 1589), englischer Arzt und vorgeblicher Häretiker
- Kett, Franz (1933–2023), deutscher Religionspädagoge und Verleger
- Kett, Franziska (* 2004), deutsche FußballspielerinFranziska Kett (* 2004)

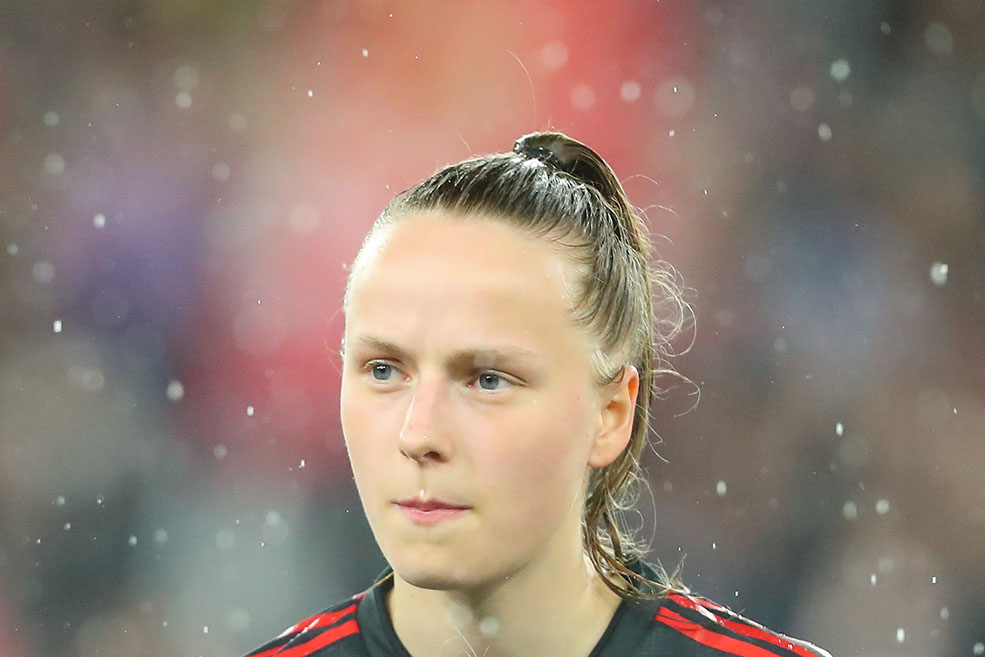
Franziska Kett (* 2004)

- Kett, Ingo, deutscher Betriebswirt, Autor und Hochschullehrer
- Kett, Siegfried (* 1939), deutscher Pädagoge und Kulturpolitiker
- Kett, Tony (1951–2009), irischer Politiker
- Kett-Straub, Gabriele (* 1964), deutsche Rechtswissenschaftlerin
- Kette, Dragotin (1876–1899), slowenischer Lyriker
- Kette, Josefine (* 1793), deutsche Opernsängerin (Sopran)
- Kette, Nancy (* 1977), deutsche Leichtathletin
- Kette, Wilhelm Friedrich Moritz (1825–1890), deutscher Rittergutsbesitzer und Politiker, MdR
- Kettel (* 1982), niederländischer DJ und Produzent der elektronischen Tanzmusik
- Kettel, Aloise (1803–1867), österreichische Theaterschauspielerin
- Kettel, Carl (1848–1940), deutscher Verleger
- Kettel, Georges (1897–1972), römisch-katholischer Bischof von Kabinda
- Kettel, Gustav (1903–1983), deutscher Widerstandskämpfer gegen den Nationalsozialismus
- Kettel, Joachim (* 1955), deutscher Künstler und Kunstpädagoge
- Kettel, Walter Paul (1899–1977), deutscher Publizist und Verfasser zahlreicher Kinder-, Heimat- und Fachbücher
- Ketteler zu Harkotten, Alexander Anton von (1689–1748), Vertreter der Münsterschen Ritterschaft im Landtag des Hochstifts Münster und fürstbischöflicher Kämmerer
- Ketteler zu Harkotten, Christoph Heinrich von (1692–1734), Kaiserlicher Obristwachtmeister und Regimentskommandant
- Ketteler zu Harkotten, Clemens August Anton von (1751–1815), Domherr in Münster
- Ketteler zu Harkotten, Friedrich Christian von (1691–1748), Geheimrat und Domkantor im Hochstift Münster
- Ketteler zu Harkotten, Goswin Kaspar von (1658–1719), Vertreter der Münsterschen Ritterschaft im Landtag des Hochstifts Münster
- Ketteler zu Harkotten, Goswin Konrad von (1677–1747), Domdechant in Osnabrück und Domherr in Münster
- Ketteler zu Harkotten, Goswin Lubbert von (1719–1775), Vertreter der Münsterschen Ritterschaft im Landtag des Hochstifts Münster und Domherr in Münster
- Ketteler zu Harkotten, Johann Heidenreich von (1669–1722), Ritter im Deutschen Orden und Komtur mehrerer Kommenden
- Ketteler zu Harkotten, Matthias Benedikt von (1751–1802), Domherr in Münster
- Ketteler zu Harkotten, Wilhelm Arnold von (1753–1820), Domherr in verschiedenen Bistümern
- Ketteler, Anna Franziska von (1755–1835), letzte Äbtissin des freiweltlichen Damenstifts Freckenhorst
- Ketteler, Caspar Philipp von (1612–1676), Domherr in Münster und Paderborn
- Ketteler, Caspar von († 1616), Domherr in Münster
- Ketteler, Christoph Joest von (1661–1735), deutscher Adeliger und Domherr
- Ketteler, Clemens August von (1720–1800), Domherr in Osnabrück, Worms und Münster sowie weltlicher Würdenträger im Hochstift Münster
- Ketteler, Clemens von (1806–1881), deutscher Rittergutsbesitzer und Politiker
- Ketteler, Clemens von (1853–1900), deutscher DiplomatClemens von Ketteler (1853–1900)

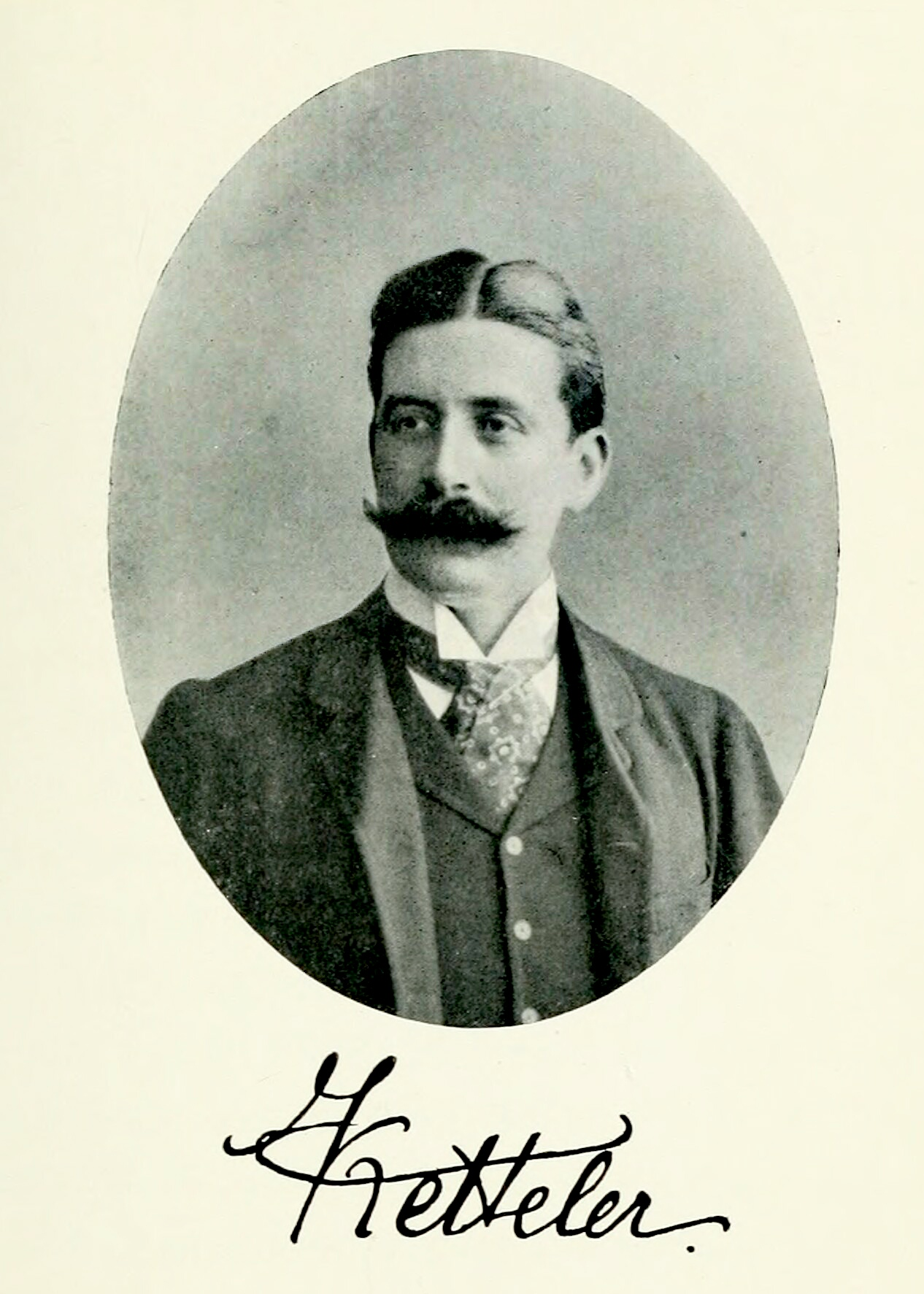
Clemens von Ketteler (1853–1900)

- Ketteler, Daniel (* 1978), deutscher Schriftsteller
- Ketteler, Dietrich, Domherr in Münster und Paderborn
- Ketteler, Dietrich († 1641), Subdiakon und Domherr in Münster
- Ketteler, Eduard (1836–1900), deutscher Physiker
- Ketteler, Franz von († 1547), Fürstabt von Corvey
- Ketteler, Friedrich Clemens von (1839–1906), deutscher Majoratsbesitzer und Politiker (Zentrum), MdR
- Ketteler, Georg, Domherr in Münster
- Ketteler, Gisbert († 1535), Dompropst in Paderborn und Domherr in Münster
- Ketteler, Goswin von (1570–1646), Domherr in Münster
- Ketteler, Hanns (1930–2009), deutscher Bergwerksdirektor
- Ketteler, Hermann, Domherr in Münster
- Ketteler, Hermann, Domherr in Münster und Hildesheim
- Ketteler, Karl-Josef von (1934–2006), deutscher Heimatforscher und Genealoge
- Ketteler, Konrad, Domherr in Münster
- Ketteler, Konrad († 1625), Domherr in Münster
- Ketteler, Konrad Gaudenz von (1647–1689), Domherr in Münster
- Ketteler, Maximilian von (1779–1832), preußischer Landrat des Kreises Warendorf
- Ketteler, Nikolaus Hermann von (1676–1737), Generalvikar in Münster
- Ketteler, Rembert von († 1653), Domherr in Münster
- Ketteler, Richard von (1819–1855), Klostervorsteher
- Ketteler, Rotger († 1582), Domherr in Münster
- Ketteler, Wilderich von (1809–1873), deutscher Gutsherr und Politiker (Zentrum), MdR
- Ketteler, Wilhelm († 1582), Fürstbischof von Münster
- Ketteler, Wilhelm, Domherr in Münster
- Ketteler, Wilhelm Emmanuel von (1811–1877), deutscher Theologe, römisch-katholischer Bischof von Mainz und Politiker (Deutsche Zentrumspartei)Wilhelm Emmanuel von Ketteler (1811–1877)

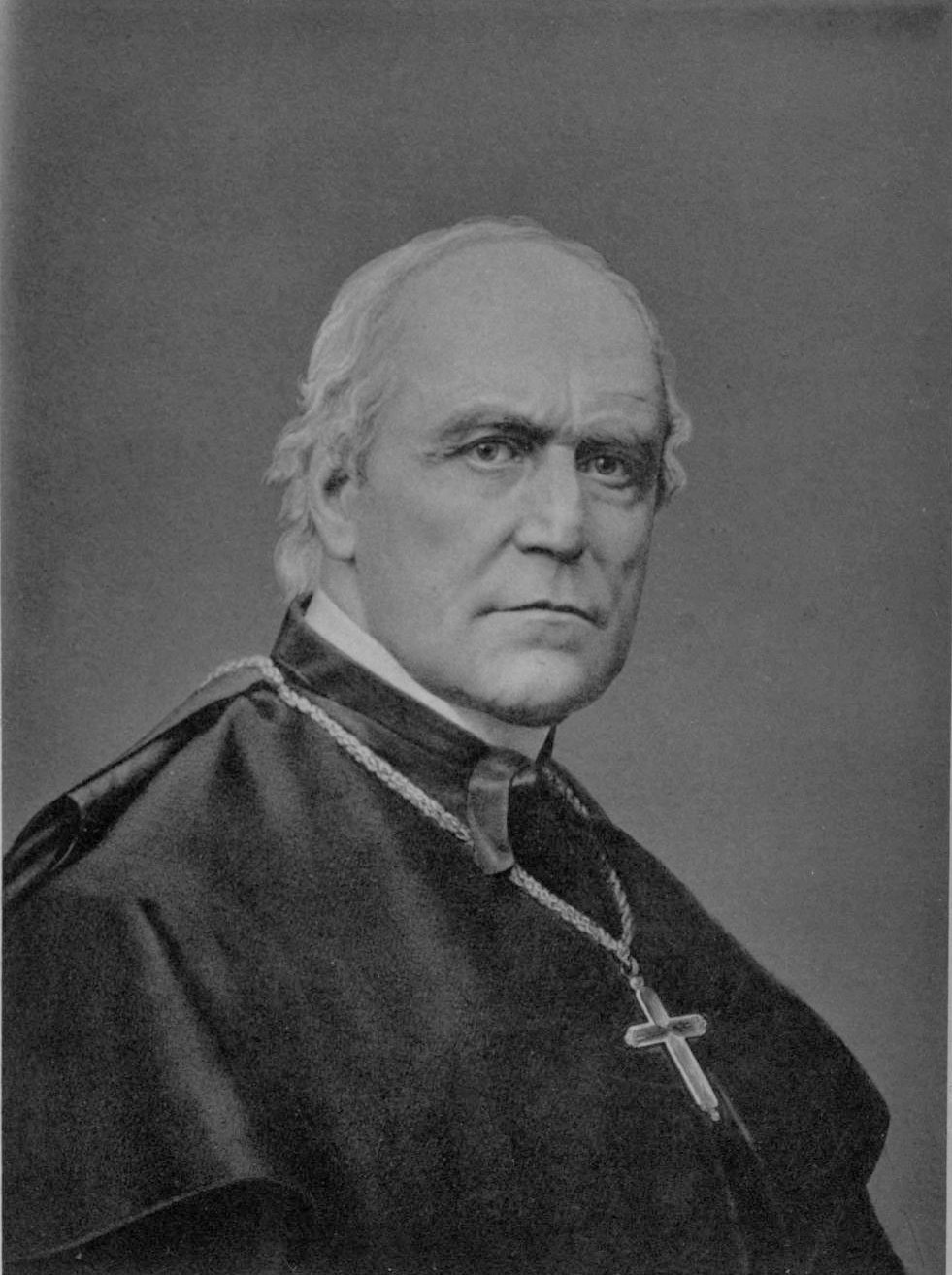
Wilhelm Emmanuel von Ketteler (1811–1877)

- Ketteler, Wilhelm Freiherr von (1906–1938), deutscher Diplomat
- Kettelhake, Silke (* 1967), deutsche Journalistin und Autorin
- Kettelhut, Erich (1893–1979), deutscher Filmarchitekt und Bühnenbildner (Szenenbildner)
- Kettell, Samuel (1800–1855), US-amerikanischer Autor und Publizist
- Kettemann, Bernhard (* 1946), deutscher Anglist, Linguist und Hochschullehrer
- Kettemann, Matthias C. (* 1983), österreichischer Rechtswissenschaftler
- Kettemann, Ralf (* 1986), deutscher Fußballspieler und -trainer
- Kettembeil, Andreas Ludwig Christoph (1768–1840), deutscher Jurist und Herausgeber
- Kettembeil, Christian Gotthard (1773–1850), deutscher Kaufmann
- Kettemer, Florian (* 1986), deutscher Eishockeyspieler
- Ketten, Henri (1848–1883), ungarischer Pianist und Komponist
- Ketten, Johann Gabriel von der (1673–1746), Kanoniker an der Collegkirche St. Georg in Köln, Heraldiker und Genealoge
- Kettenacker, Lothar (* 1939), deutscher Historiker
- Kettenbach, Elisabeth (* 2001), deutsche Volleyballspielerin
- Kettenbach, Hans Werner (1928–2018), deutscher Journalist und Schriftsteller
- Kettenbach, Heinrich von, lutherischer Theologe und Reformator
- Kettenbach, Veronika (* 1992), deutsche Volleyballspielerin
- Kettenburg, Hans Friedrich von der (1671–1753), deutscher Jurist, mecklenburgischer und holsteinischer Diplomat am kaiserlichen Hof in Wien und Hofgerichtspräsident in Güstrow
- Kettenburg, Kuno von der (1811–1882), deutscher Gutsbesitzer
- Kettenhofen, Erich (* 1946), deutscher Althistoriker und Hochschullehrer
- Kettenmann, Helmut (* 1955), deutscher Hirnforscher und Neurobiologe
- Kettenmeyer, Michel (* 1989), luxemburgischer Fußballspieler
- Ketter, Hendrik (* 1984), deutscher Koch
- Ketter, Kerry (* 1947), kanadischer Eishockeyspieler
- Ketterer, Andrew (* 1949), US-amerikanischer Anwalt und Politiker
- Ketterer, David (* 1993), deutscher Skirennläufer
- Ketterer, Emil (1883–1959), deutscher NS-Arzt, Stadtrat und Sportfunktionär
- Ketterer, Ernst (1898–1969), deutscher Komponist und Chorleiter
- Ketterer, Florin (* 1993), deutscher Eishockeyspieler
- Ketterer, Franz (1676–1749), deutscher Uhrmacher
- Ketterer, Lies (1905–1976), deutsche Bildhauerin
- Ketterer, Mario (* 1950), deutscher Unternehmer, Rennfahrer und Deutscher Meister
- Ketterer, Markus (* 1967), finnischer Eishockeytorwart
- Ketterer, Reinhard E. (* 1948), deutscher Eiskunstläufer
- Ketterer, Roman Norbert (1911–2002), deutscher Auktionator, Galerist und Kunsthändler
- Ketterer, Sepp (1899–1991), deutscher Kameramann
- Ketterer, Wolfgang (1920–2009), deutscher Kunsthändler
- Kettering, Charles (1876–1958), US-amerikanischer Ingenieur und Erfinder
- Ketterl, Eugen (1859–1928), Kammerdiener Kaiser Franz Josephs I.
- Ketterl, Gabriele (* 1961), deutsche Schriftstellerin
- Ketterl, Werner (1925–2010), deutscher Arzt, Zahnarzt und Hochschullehrer
- Ketterle, Wolfgang (* 1957), deutscher Physiker, Nobelpreis für Physik 2001Wolfgang Ketterle (* 1957)

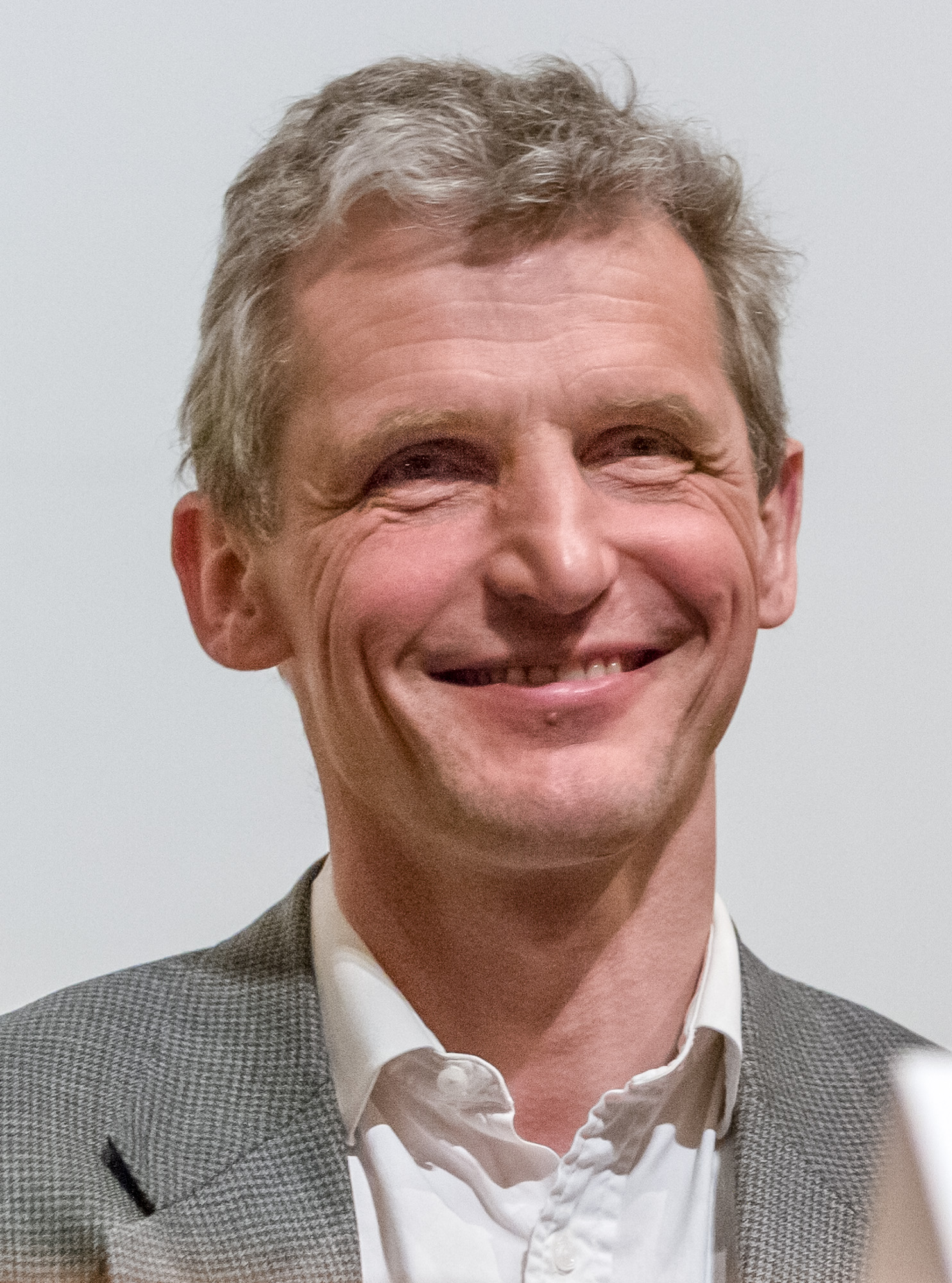
Wolfgang Ketterle (* 1957)

- Ketterlinus, Christian Wilhelm (1766–1803), deutscher Kupferstecher
- Ketterson, Zak (* 1997), US-amerikanischer Skilangläufer
- Kettig, Alfred (1903–1951), deutscher Politiker (KPD), MdL Anhalt, Widerstandskämpfer
- Kettig, Alma (1915–1997), deutsche Politikerin (SPD), MdB, Widerstandskämpferin gegen den Nationalsozialismus, Friedensaktivistin und Gewerkschafterin
- Kettig, Konrad (1911–1999), deutscher Historiker und Bibliothekar
- Ketting, Michael (* 1950), deutscher Ingenieur, Professor und Topmanager
- Ketting, Otto (1935–2012), niederländischer Komponist
- Kettle, Brian (* 1956), englischer Fußballspieler
- Kettle, Charles Henry (1821–1862), englischer Landvermesser, Planer und Politiker in Dunedin, Neuseeland
- Kettle, Ross (* 1961), südafrikanisch-amerikanischer Schauspieler und Filmregisseur
- Kettleborough, Keith (1935–2009), englischer Fußballspieler
- Kettler, Adolf von (1818–1874), preußischer Generalmajor
- Kettler, Bernd (1941–1980), deutscher Fußballspieler
- Kettler, Christian (* 1964), deutscher Szenenbildner
- Kettler, Donald Joseph (* 1944), US-amerikanischer Geistlicher, emeritierter römisch-katholischer Bischof von Saint Cloud
- Kettler, Ferdinand (1655–1737), Herzog von Kurland
- Kettler, Friedrich (1569–1642), Herzog von Kurland
- Kettler, Friedrich Kasimir (1650–1698), Herzog von Kurland und Semgallen aus der Dynastie Kettler (1682–1698)
- Kettler, Friedrich Wilhelm (1692–1711), Herzog von Kurland
- Kettler, Gotthard (1517–1587), letzter Meister des Deutschen Ordens in Livland und erster Herzog von Kurland und SemgallenGotthard Kettler (1517–1587)

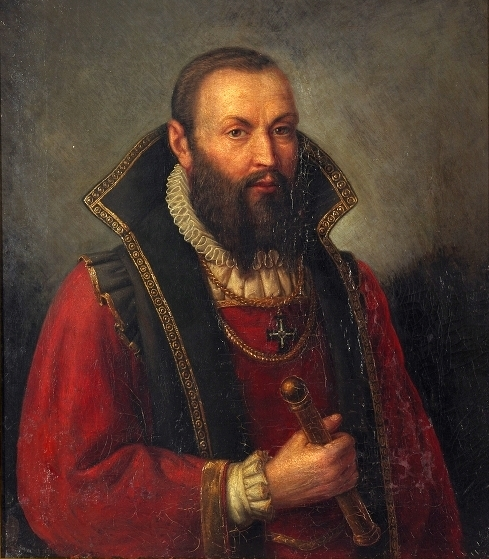
Gotthard Kettler (1517–1587)

- Kettler, Günter (* 1957), österreichischer Eisenbahnexperte, Fachbuchautor und Lehrbeauftragter
- Kettler, Hans (1900–1977), deutscher Schauspieler bei Bühne und Film
- Kettler, Hedwig (1851–1937), deutsche Frauenrechtlerin und Pionierin der höheren Mädchenbildung
- Kettler, Hermann von (1832–1916), preußischer Generalleutnant
- Kettler, Hermine (* 1881), deutsche Bibliothekarin und Schriftstellerin
- Kettler, Hugo (* 1895), deutscher Nachrichtenoffizier, Chef von OKW/Chi
- Kettler, Jakob (1610–1682), Enkel des letzten Deutschordensmeisters Gotthard Kettler und Herrscher über das KurlandJakob Kettler (1610–1682)

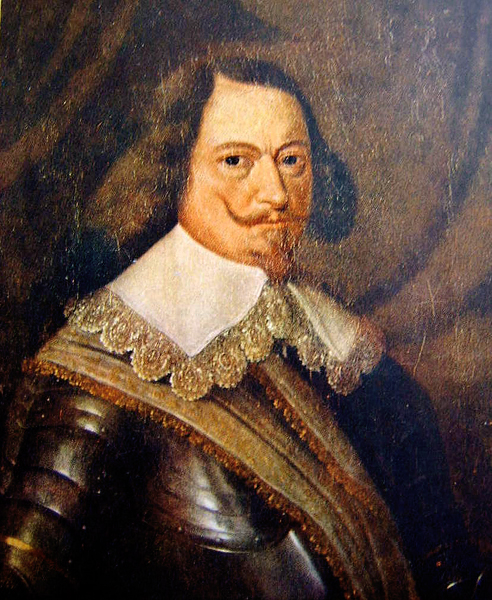
Jakob Kettler (1610–1682)

- Kettler, Julius (1852–1921), deutscher Statistiker, Geograph, Heimatforscher, Geheimer Hofrat, Journalist, Herausgeber und Kartograph
- Kettler, Karl von (1812–1893), preußischer Generalleutnant
- Kettler, Kurt (1902–1981), deutscher Rüstungsmanager
- Kettler, Louis-Heinz (1910–1976), deutscher Anatom und Pathologe
- Kettler, Markus (* 1964), deutscher Fußballspieler
- Kettler, Martina, deutsches Fotomodell und Schönheitskönigin
- Kettler, Wilhelm (1574–1640), Herzog von Kurland
- Kettler, Wilhelm von (1846–1928), preußischer Generalleutnant
- Kettler, Winfried (* 1936), deutsch-schweizerischer Grafiker und Panoramamaler
- Kettlewell, Bernard (1907–1979), britischer Genetiker und Entomologe
- Kettlewell, Danielle (* 1992), australische Synchronschwimmerin
- Kettling, Siegfried (1937–2024), deutscher evangelischer Pfarrer, Autor und theologischer Lehrer
- Kettlitz, Hardy (* 1966), deutscher Journalist, Verleger, Sachbuchautor und Musiker
- Kettlun, Roberto (* 1981), chilenisch-palästinensischer Fußballspieler
- Kettmann, Alfred Heinz (1912–2010), deutscher Maler und Grafiker
- Kettmann, Gerhard (1928–2009), deutscher Linguist
- Kettmann, Siegfried (* 1941), deutscher Radrennfahrer
- Kettmann, Theodor (* 1938), deutscher Geistlicher, römisch-katholischer Weihbischof in Osnabrück
- Kettner, Bernd-Ulrich (1939–2023), deutscher Sprachwissenschaftler
- Kettner, Franz von (1801–1874), badischer Forstmann und Hofbeamter
- Kettner, Friedrich (1886–1957), österreichisch-amerikanischer Lehrer, philosophischer Autor und Dichter
- Kettner, Friedrich Ernst (1671–1722), evangelischer Theologe
- Kettner, Friedrich Gottlieb (1672–1739), deutscher lutherischer Theologe und Historiker
- Kettner, Gerhard (1928–1993), deutscher Zeichner und Grafiker
- Kettner, Gitta (1928–2011), deutsche Grafikerin und Illustratorin
- Kettner, Hans (1919–2011), deutscher Politiker (SPD), MdA, Bezirksbürgermeister von Berlin-Schöneberg
- Kettner, Johanna Sophia (1722–1802), deutsche Frau, die in der kaiserlichen Armee gedient hat
- Kettner, Matthias (* 1955), deutscher Philosoph und Hochschullehrer
- Kettner, Mia Mercedes (* 2004), deutsche Volleyballspielerin
- Kettner, Paul (1872–1959), deutscher Konteradmiral der Kaiserlichen Marine
- Kettner, Radim (1891–1967), tschechischer Geologe
- Kettner, Stefan (1887–1957), österreichischer Politiker (SPÖ), Landtagsabgeordneter im Burgenland
- Kettner, Theodor (1833–1904), deutscher Versicherungsdirektor und Politiker (DP), MdR
- Kettner, Wilhelm Albert (1913–1990), deutscher Politiker (CDU)
- Kettner, William (1864–1930), US-amerikanischer Politiker
- Kettnerová, Adéla (* 1996), tschechische Grasskiläuferin
- Kettnerová, Marie (1911–1998), tschechische Tischtennisspielerin
- Kettrup, Antonius (* 1938), deutscher Chemiker und Hochschullehrer
- Kettu, Katja (* 1978), finnische Schriftstellerin, Animatorin und Filmproduzentin
- Kettunen, Lauri (1885–1963), finnischer Sprachwissenschaftler und Finnougrist
- Kettunen, Lauri (1905–1941), finnischer Moderner Fünfkämpfer und Fechter
- Kettunen, Outi (* 1978), finnische Biathletin
- Kettunen, Petri (* 1970), finnischer Unihockeyspieler, -trainer und -funktionär
- Kettwig, Jobst († 1558), Dresdner Ratsherr und Bürgermeister
- Kettwig, Wolfgang († 1541), Kanzler von Mecklenburg-Güstrow und Brandenburg
- Ketty, Rina (1911–1996), französische ChansonsängerinRina Ketty (1911–1996)

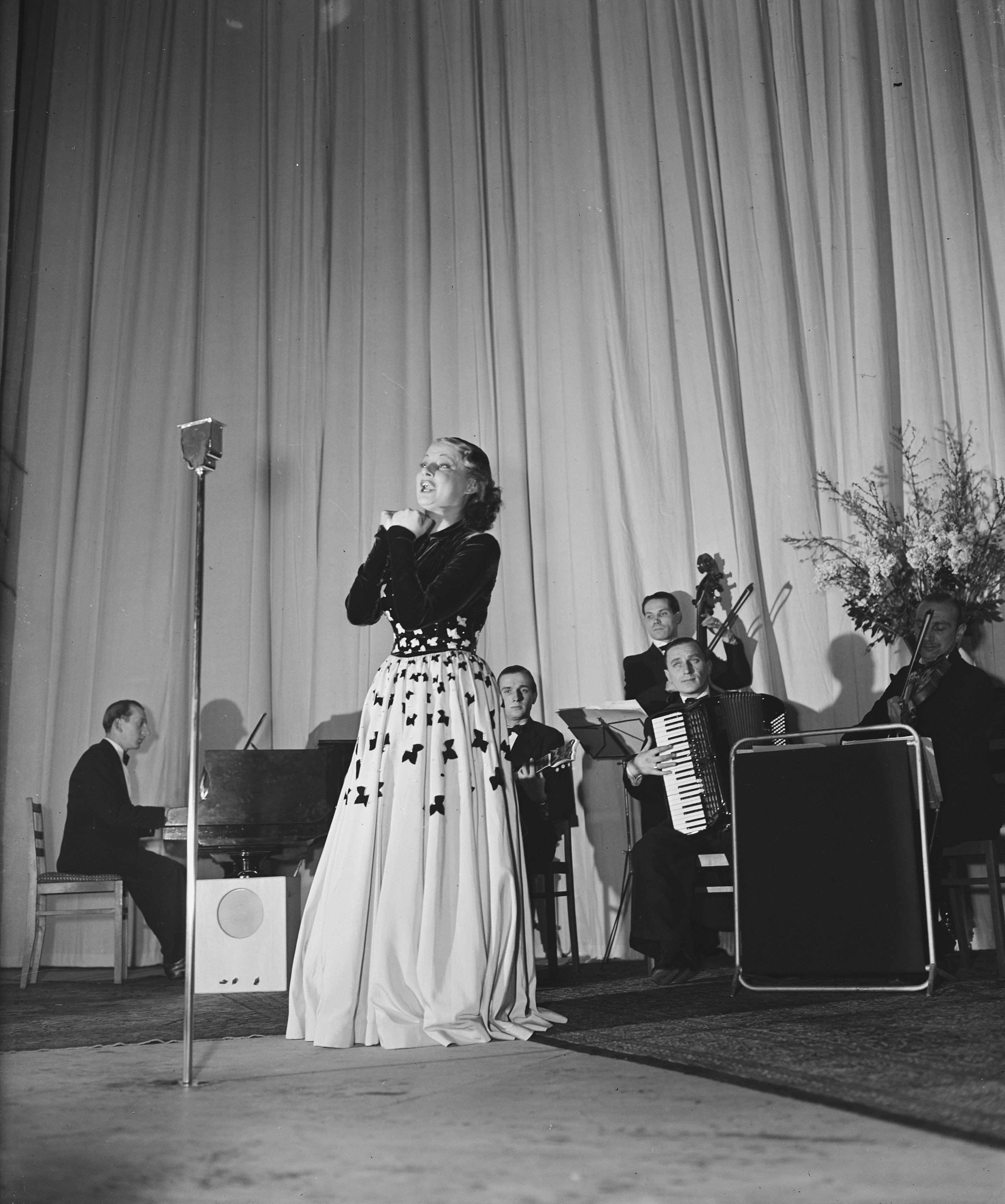
Rina Ketty (1911–1996)

### Ketu
- Keturakis, Byron (* 1996), kanadischer Volleyballspieler

### Kety
- Kety, Seymour S. (1915–2000), US-amerikanischer Psychiater und Neurowissenschaftler

### Ketz
- Ketz, Fritz (1903–1983), deutscher Maler
- Ketzer, Alexander (* 1993), deutscher Biathlet
- Ketzer, Dirk (* 1964), deutscher Fußballspieler
- Ketzer, Heinz Werner (1914–1984), deutscher römisch-katholischer Priester, Kölner Dompropst
- Ketzer, Willy (* 1951), deutscher Jazz-Schlagzeuger
- Ketzlick, Bernhard (1907–1951), deutscher Ordensgeistlicher
- Ketzlik, Alois (1886–1938), österreichischer Kommunist
- Ketzmann, Johann (1487–1542), deutscher lutherischer Theologe, Pädagoge und Schulrektor
- Ketzmann, Petrus (1521–1570), deutscher lutherischer Theologe und Pädagoge
- Ketzmerick, Roland (* 1965), deutscher Physiker